# Rana coreana
Rana coreana är en groddjursart som beskrevs av Yaichirō Okada 1928. Rana coreana ingår i släktet Rana och familjen egentliga grodor. Arten förekommer på Koreahalvön, den är vitt spridd i Sydkorea och den antas också finnas i södra Nordkorea. Den är främst en låglandsart som finns i låglänta områden, vanligen upp till omkring 400 meter över havet, även om den kan påträffats i områden på upp till omkring 700 meter över havet.
Arten är den mista av alla brungrodor på Koreahalvön. En hane mäter upp till 38 millimeter och en hona mäter upp till 44 millimeter från nos till stjärt. Kroppens ryggsida är brun och på ryggen finns två svarta strimmor och svarta fläckar. Ett kännetecken för arten är ett vitt streck vid överläpparna. På huvudets sidor finns distinkta mörka fläckar som sträcker sig från bakom trumhinnorna till nosen. Både ryggsidan och buksidans skinn är slätt och utan vårtor.
Denna groda lever både på land och i vatten och förekommer i många slags miljöer, från barrskog till blandskog, lövskog, buskmarker och gräsmarker. Mest vanlig är den i öppna, fuktiga miljöer, som våtängar, skogsgläntor, våtmarker, vid sjöstränder, flodstränder, flodslätter och risfält. Fortplantningen och grodynglens utveckling sker i grunda sjöar, dammar, våtmarker, pölar, diken och andra liknande stilla vatten. Parningen sker tidig vår och grodynglen utvecklas till grodor sent i maj. Övervintringen kan ske i bottendyn i dammar och andra liknande vattensamlingar.
IUCN kategoriserar arten globalt som livskraftig.

## Systematik
Rana coreana har tidigare ofta betraktats som en underart till Rana amurensis, som Rana amurensis coreana. Men morfologiska och genetiska analyser av Song et al. (2006) har stött dess status som en egen art, om än nära besläktad med R. amurensis.
Undersökningar av Zhou et al. (2015) av Rana kunyuensis från berget Kunyu i Shandongprovinsen i Kina visade att R. kunyuensis var samma art som R. coreana och enligt denna är R. kunyuensis alltså en yngre synonym till R. coreana.